# Sasku Károly
Sasku Károly (Felsőbánya, 1806. – Pest, 1869. július 22.) magyar ügyvéd és mérnök, honvédszázados, illemtaníró, politikus, polihisztor, a Magyar Tudományos Akadémia tisztviselője (főjavító).

## Élete
Tanulmányait szülővárosában kezdte és folytatta a debreceni református főiskolában, később a selmeci bányászakadémiában, 1835-36-ban pedig Pesten a mérnöki tanfolyamot hallgatta és be is végezte. Hivataloskodott Budán az országos építészeti főigazgatóságnál; 1842-től a máramarosszigeti református líceumban mint tanár a bölcseletet, mennyiségtant, természeti jogot, országlástant és neveléstant adta elő. 1844-ben a Tisza-szabályozásnál mint központi segédmérnök foglalkozott; P. Paleocapát kísérte a Tiszavölgy beutazásánál. 1848-ban munkatársa volt Széchenyi Istvánnak a közmunka- és közlekedésügyi minisztériumban. 1848-49-ben honvédszázados volt; egy gerillacsapat szervezésével bízták meg; végül orosz fogságba került és miután szabadon bocsátották, Pestre jött hivatalt keresni. Itt a rendőröktől sokat szenvedett; ezért rögeszméje volt később is a rendőrkémek üldözése; ezek ellen úton-útfélen beszédet tartott, fokosával fenyegetődzött. Mindig magyar ruhában, kucsmában járt. Bankót nem fogadott el; ezüsttel fizették, ő is ezüst pénzzel fizetett. Országos ismertségre az 1854-ben kiadott illemtannal tett szert. 1860. január 1-jén a Magyar Tudományos Akadémiához kinevezték a nyomtatványok javítójának, majd 1865. január 26-án főjavítónak. Anyanyelvén kívül jártas volt a német, héber, latin, görög, francia, olasz, angol, spanyol és portugál nyelvekben. Munkáit matematikai, kultúrpolitikai és pedagógiai témában írta. Elsők között terjesztette Magyarországon az utópista szocialisták, főként Fourier eszméit.
Cikkei a Tudományos Gyűjteményben (1834. IX. A magyar nyelvből vett római gyökérszók, 1835. VII. a nyelvnek tulajdonságairól, 1838. II., IV. A való, jó és szép alaptudománya, X. Magyar eredetű angol szók, XI. Értekezés egy közönséges nyelvről, 1839. I. Magyar eredetű franczia szók, V. Értekezés a nyelvek és nemzetek életéről és haláláról, 1840. II., III. Közönséges nyelvtudomány, vagyis nyelvek alaptudománya); a Pesti Naplóban (1856. 240. sz. A kerties földmívelésről, 292. Gyűjteménytárak, 477. Nyelvünk ügyében); a Magyar Sajtóban (1856. 27. sz. könyvism., 73. sz. A gyümölcsfatenyésztésről); a Vasárnapi Ujságban (1856. 41. sz. Helységi és tanyai gazdálkodás); az Ország Tükrében (1863. 18. sz. Utasítás a történeteket olvasni kivánóknak).

## Munkái
- A latin nyelvtan iskolai 3-dik vagy 4-dik darabjának fordítása. Pest, 1834
- Az éjszak-amerikai szövetséges státusok történetei. Angolból Hermann Ágoston után ford. Uo. 1836. Három kötet Online
- A tanítás alaptudománya. Uo. 1837-1838. Három rész
- Törvények alaptudománya. Uo. 1841
- Boldogságtudomány, vagyis mimódon teheti magát az emberi nemzet lehető legboldogabbá? Buda, 1842
- A kelet és nyugat népe és a közintézetekről. Pest, 1842
- Vélemény a Tiszavölgy rendezésérül. Paleocapa Péter után olaszból ford. Uo. 1846. Három térképpel Online
- Körszeletek, vagyis a kör-terület némelly görbe oldalú darabjainak négyszegítése, és a körnek más egyenlő nagyságú görbe s vegyes oldalú területekre átváltoztatása. Uo. 1847. I. füzet, két tábla rajzzal
- Neveléstan, vagy utmutatás a helyes gyermeknevelésre testi, értelmi és erkölcsi tekintetben. Különösen uj házasok számára. Kecskemét, 1854 (2. kiadás 1852., 3. k. egy tantervvel 1867. Uo.)
- Illendőségtan, vagyis a művelt és jó erkölcsű magaviselet szabályai. Pest, 1854 (2. kiadás ezen cz. alatt: A mívelt társalkodó, vagyis illendőség és jó erkölcsű magaviselet szabályai. Hív utmutatás, mikép kelljen magát a társas élet különféle viszonyaiban viselni. 1856., 3. kiadás 1861. Uo.)
- Életre hasznos tanuságok gyűjteménye. Uo. 1854
- Általános ország állapot-tan. Uo. 1857
- A körnek uj általános törvényei és egyenletei. Uo. 1860. Egy tábla rajzzal (Különnyomat az Uj M. Muzeumból)
- Mértani fejtegetések. Uo. 1862. Egy tábla rajzzal
- A hajtalék (hajtiv, parabola) területének tisztán mértani négyszögítése. Uo. 1862 (Különny. az Akadémiai Értesítőből)
- Élet-bölcsészet. Uo. 1865
- Tanterv. Uo. 1866
- Chordae, quae latus est quadrati circulo quoad aream aequalis, quae quartae parti peripheriae quoad longitudinem aequalis est, determinationes generales pure geometricae. Uo. 1868
- A többszörözés és többosztás (hatványozás és gyökvonás) és sorszámok (logarithmusok) alapjai táblája, mind egész, mind tört, mind határozott, mind általános (betű) számokkal, a viszás jegyü (hiány) számokra is kiterjesztve. Hely és év n.
- Phythagoras szörözés és osztás táblája. Hely és év n. (kőnyomat)

A Magyar Nemzeti Múzeumban sok kézirati munkája van.